# Eurínomo (demon)

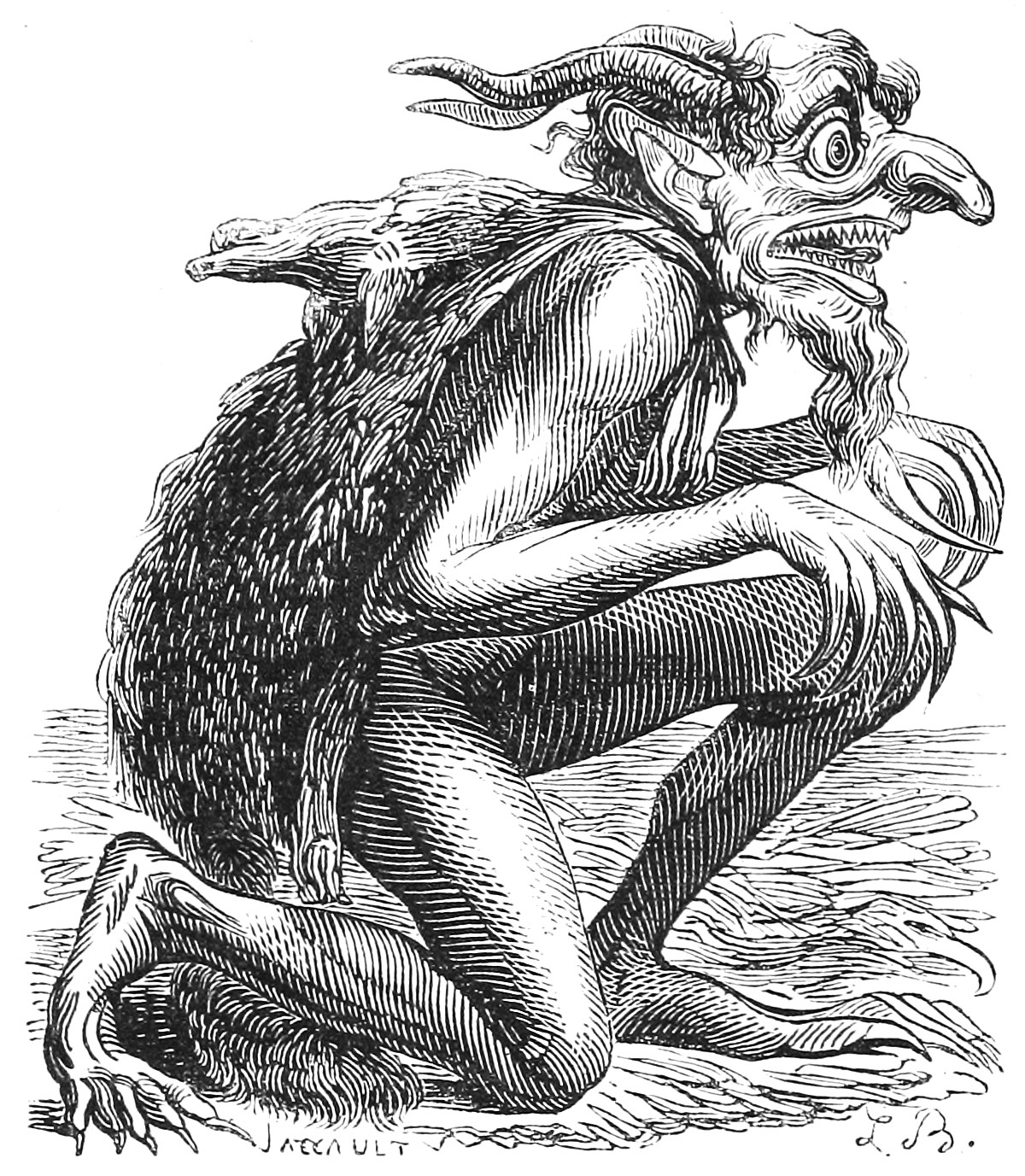
Eurínomo es un demonio superior y príncipe de la muerte. Viste piel de zorro para tapar las llagas que cubren su cuerpo y tiene dientes enormes.

En la mitología griega Eurínomo (en griego Εὐρύνομος, latín Eurynomus ) era un demon del inframundo, sólo citado en uno de los pasajes de Pausanias, a propósito de una pintura de Hades por Polignoto en Delfos, Fócide:
«Más arriba de lo que he comentado está Eurínomo. Dicen los guías de Delfos que Eurínomo es un demon del Hades y que come las carnes de los cadáveres, dejando sólo sus huesos. El poema de Homero relativo a Odiseo, la llamada Miníada y los Nostos, aunque citan el Hades y los horrores de allí, no conocen a ningún demon Eurínomo. A pesar de ello describiré cómo era Eurínomo y con qué figura estaba pintado: su piel es entre azul y negra, como la de las moscas que se posan sobre la carne, enseña los dientes, está sentado y bajo él se extiende una piel de buitre».
No sabemos de él más que lo que dice Pausanias. Es la representación de la muerte, a la que alude su nombre «el que manda ampliamente». La piel de buitre recuerda el conocido papel de este animal. 
Eurínomo, al igual que Ceutónimo o Caronte, son seres vinculados al mundo ctónico, y nunca se les asocia filiación ninguna, sólo una función específica. Compárese con Demogorgon, otra misteriosa entidad vinculada al inframundo.